# Яблунівка (Дубенський район)
Яблуні́вка (до 1940-х років — Едвардівка) — село в Україні, у Повчанській сільській громаді Дубенського району Рівненської області. Населення становить 297 осіб (2001). До 2017 - орган місцевого самоврядування — Миколаївська сільська рада.

## Розташування
Знаходиться у Млинівському районі на верхів'ях Повчанської височини, серед лісів. Поруч з селом пагорби досягають висоти 328—358,7 м.
Межує із селами Миколаївка, Буди, Вовковиї, Повча

## Історія
У 1887 році  було 25 дворів і 200 жителів.
У 1906 році колонія Едвардівка Вербівської волості Дубенського повіту Волинської губернії. Відстань від повітового міста 30 верст, від волості 20. Дворів 28, мешканців 206.
7 (20) листопада 1917 року, відповідно до Третього Універсалу Української Центральної Ради, увійшло до складу Української Народної Республіки.
В минулому село називалося Едвардівка, де проживали різні національності такі як: поляки, чехи та євреї. На території села існувала польська школа.
До села приєднано хутори Коханка та Церквисько.
12 червня 2020 року, відповідно до розпорядження Кабінету Міністрів України № 722-р від «Про визначення адміністративних центрів та затвердження територій територіальних громад Рівненської області», увійшло до складу Повчанської сільської громади.
19 липня 2020 року, в результаті адміністративно-територіальної реформи та ліквідації Млинівського району, село увійшло до складу Дубенського району.